# Кедр (спутник)
«Кедр» — любительский космический спутник, относящийся к классу малых космических аппаратов или микроспутников. Другие названия — Радиоскаф-2 и ARISSat-1.
Вес спутника 30 килограмм, его габариты 550х550х400 мм.
Название «Кедр» является отсылкой к позывному первого космонавта Земли Юрия Алексеевича Гагарина.
Спутник был доставлен на Международную космическую станцию 30 января 2011 года при помощи грузового корабля «Прогресс М-09М», стартовавшего с космодрома Байконур.
Вывод спутника на орбиту был осуществлён в ручном режиме 3 августа 2011 года, работы по выведению спутника осуществляли космонавты Сергей Волков и Александр Самокутяев.
Запуск спутника был приурочен к году пятидесятилетнего юбилея полёта в космос Юрия Гагарина, в связи с чем он и получил название в честь его позывного.

### Создание спутника
Спутник «Кедр» был создан в рамках студенческой программы ЮНЕСКО по космическому образованию молодёжи.
Работы по создания малого спутника «Кедр» проводились в рамках программы «РадиоСкаф», по которой создаются и вводятся в эксплуатацию космические аппараты массой до 100 килограмм.
Аппаратура спутника была частично разработана в Курском государственном техническом университете, сам спутник был построен на базе РКК «Энергия».
Для обеспечения энергоснабжения спутника на него было установлено 6 солнечных батарей.

### Работа спутника на орбите
Спутник «Кедр» во время пребывания на орбите работал на радиочастоте 145,95 МГц, связь с ним могли установить радиолюбители из любой точки планеты. Любительский радиопозывной спутника RS1S.
Во время работы спутник транслировал 25 различных приветственных сообщений, которые передавались на пятнадцати языках мира, а также фотографии Земли, сделанные в различных её уголках двумя камерами, установленными на спутнике. Помимо этого, спутник в рабочем режиме передавал данные телеметрической информации от научной аппаратуры и служебных систем. Получить эти данные также было возможно во время любительского сеанса радиосвязи.
В ходе шести месяцев работы на околоземной космической орбите спутник «Кедр» также транслировал целый ряд фраз, посвящённых юбилею полета Ю.Гагарина в космос.